# Lithobius chosenus
Lithobius chosenus är en mångfotingart som först beskrevs av Chamberlin och Wang 1952.  Lithobius chosenus ingår i släktet Lithobius och familjen stenkrypare. Inga underarter finns listade i Catalogue of Life.